# Щитов, Евгений Кузьмич
Евгений Кузьмич Щитов (4 мая 1924 — 23 ноября 1991) — советский передовик производства, стекловар Гомельского стекольного завода имени М. В. Ломоносова Министерства промышленности строительных материалов Белорусской ССР. Участник Великой Отечественной войны. Герой Социалистического Труда (1957).

## Биография
Родился 4 мая 1924 года в городе Красноярске в многодетной рабочей семье.
Получив начальное образование, Е. К. Щитов с детства приобщился к нелёгкому крестьянскому труду. В подростковом возрасте он начал свою трудовую деятельность, работая на косьбе и полевых работах, также работал плотником.
В 1942 году был призван в ряды Красной армии, участник Великой Отечественной войны в составе 4-й батареи 1175-го зенитного артиллерийского полка 13-й зенитной артиллерийской дивизии РГК, старший сержант, служил сапёром, санитарным инструктором и химическим инструктором. В 1943 году участвовал в освобождении города Гомеля, был ранен. 6 мая 1945 года за отличие при ликвидации гитлеровской группировки при взятии Берлина был награждён медалью «За боевые заслуги».
В 1950 году, после демобилизации из рядов Советской армии, переехал в рабочий посёлок Костюковка Гомельской области Белорусской ССР и начал работать плавильщиком, с 1953 года — учеником стекловара и стекловаром цеха выработки стекла Гомельского стекольного завода имени М. В. Ломоносова. Е. К. Щитов окончил школу рабочей молодёжи и получил среднее образование, постоянно совершенствовал свой профессионализм, признавался лучшим по профессии среди стекловаров Белорусской ССР.
9 августа 1958 года Указом Президиума Верховного Совета СССР «за выдающиеся успехи в трудовой деятельности» Евгений Кузьмич Щитов был награждён высшей наградой государства — орденом Ленина.
С 1959 по 1965 годы в период седьмой пятилетки Е. К. Щитов вместе со своим предприятием сумел достичь ещё больших производственных достижений, 22 июля 1966 года «за досрочное выполнение семилетнего плана, разработку и освоение новых видов стеклоизделий технического назначения, достигнутые успехи в развитии и совершенствовании производства» Гомельского стекольного завода имени М. В. Ломоносова был награждён орденом Ленина.
28 июля 1966 года Указом Президиума Верховного Совета СССР «за выдающиеся успехи, достигнутые в выполнении заданий семилетнего плана по развитию промышленности строительных материалов» Евгений Кузьмич Щитов был удостоен звания Героя Социалистического Труда с вручением ордена Ленина и золотой медали «Серп и Молот».
Помимо основной деятельности Е. К. Щитов избирался членом Гомельского горкома КП Белоруссии, депутатом Гомельского городского Совета депутатов трудящихся. В 1966 году был делегатом XXIII съезда КПСС, а в 1972 году — делегатом XV съезда профсоюзов СССР.
С 1984 года вышел на заслуженный отдых, проживал в Гомеле.
Скончался 23 ноября 1991 года.

## Награды
- Медаль «Серп и Молот» (28.07.1966)
- Орден Ленина (09.08.1958; 28.07.1966)
- Орден Отечественной войны 2-й степени (11.03.1985)
- Медаль «За боевые заслуги» (16.05.1945)